# Jan Strożecki
Jan Strożecki a. Stróżecki, ps. „Janek”, „Gałecki”, „Gromadzki”, „Marcin”, „Mikłaszewski”, „Stefan”, „Stefan Gromada”,  Stróżyński, Wysocki, Zagozda J. (ur. 21 czerwca 1869 w Chmielniku, zm. 3 sierpnia 1918 w Privas) – działacz socjalistyczny i niepodległościowy, pierwszy redaktor pisma PPS „Robotnik”.

## Życiorys
Urodził się w rodzinie kultywującej tradycje niepodległościowe. Jego dziad Jan Józef był konfederatem barskim i był ranny pod Tyńcem, zaś stryj Jan Karol uczestniczył w powstaniu krakowskim w 1846 jako naczelnik żandarmerii powstańczej. Rodzicami byli Feliks notariusz, uczestnik „wiosny ludów” 1848 w Krakowie, oraz Barbara z domu Błotowska.
W okresie od 1883 do 1887 uczęszczał do Męskiego Gimnazjum Rządowego w Kielcach, gdzie przyjaźnił się ze Stefanem Żeromskim i Janem Wacławem Machajskim. Należał tam również do tajnego kółka samokształceniowego. Od 1887 studiował prawo na Uniwersytecie Warszawskim, gdzie początkowo pozostawał pod wpływem Ligi Polskiej, a następnie wraz z Leonem Falskim, Antonim Humnickim i Feliksem Perlem uczestniczył w socjalistycznym kółku dyskusyjnym. W tym czasie pracował również jako guwerner w Nałęczowie. Uczestnik zjazdu socjalistów polskich w Paryżu w końcu listopada 1892 roku z ramienia Zjednoczenia.
Od 1889 był członkiem Socjalno-Rewolucyjna Partia „Proletariat” tzw. II Proletariatu współpracując m.in. z Marcinem Kasprzakiem. Nie zgadzając się z taktyką terrorystyczną, w sierpniu 1891, wraz z Edwardem Abramowskim, Kazimierzem Pietkiewiczem i Leonem Falskim, założył Zjednoczenie Robotnicze.
Po ukończeniu studiów w okresie 1891–1892 odbywał w Końskich służbę wojskową, którą zakończył jako chorąży rezerwy.
W listopadzie 1892, jako przedstawiciel „Zjednoczenia Robotniczego”, uczestniczył w powołaniu Związku Zagranicznego Socjalistów Polskich stanowiącego początek funkcjonowania Polskiej Partii Socjalistycznej. W 1893, na polecenie ZZSP wyjechał do Berlina i wszedł do redakcji „Gazety Robotniczej”. Zajmował się również drukiem ulotek PPS. Po pierwszych aresztowaniach działaczy PPS, powrócił do Warszawy. W lutym 1894, na II Zjeździe PPS, który odbywał się w jego mieszkaniu przy ul. Niecałej, został członkiem Centralnego Komitetu Robotniczego i pierwszym redaktorem (wraz z Józefem Piłsudski, Kazimierzem Pietkiewiczem, oraz Stanisławem Wojciechowskim) powołanego na zjeździe pisma „Robotnik”. Publikował również broszury „Co nam dają kasy fabryczne?”, „Sprawa mularska”.
Nocą z 29 sierpnia na 30 sierpnia 1894, został aresztowany i uwięziony w X Pawilonie Cytadeli Warszawskiej. Po śledztwie przeniesiono go na Pawiak. W październiku 1896, został administracyjnie zesłany na osiem lat do Średnio-Kołymskiej w Jakucji na Syberii. Interesując się Jakutami sporządził słowniczek ich mowy. Zajmował się również przewozem towarów, stolarstwem i fotografią. Zwolniony z miejsca zesłania w październiku 1904, powrócił do Warszawy. W marcu 1905 wziął udział w VII Zjeździe PPS stając po stronie „młodych”. Ponownie redagował „Robotnika” (wraz ze Stanisławem Posnerem, Feliksem Sachsem i Marcelim Handelsmanem). W grudniu 1905, redagował legalny „Kurier Codzienny”. Na VIII Zjeździe PPS w lutym 1906, przeciwstawiał się Józefowi Piłsudskiemu i wszedł do Komitetu Zagranicznego partii. W sierpniu 1906, wyjechał do Genewy, gdzie wziął ślub z Esterą Golde, działaczką PPS.
Osiadł w Paryżu i prowadził zakład fotograficzny wraz z Piotrem Szumowem, którego przyuczał. Wstąpił do Section Française de l’Internationale Ouvrière. Po IX (rozłamowym) Zjeździe PPS w Wiedniu wszedł do paryskiej sekcji PPS Lewicy. Opowiadał się jednak za zachowaniem hasła Niepodległości w programie partii. Był współzałożycielem Uniwersytetu Ludowego im. Adama Mickiewicza.
Po wybuchu I wojny światowej działał w Polskim Komitecie Obywatelskim Jana Danysza. Zginął 3 sierpnia 1918, ratując tonącego w rzece Aredeche w miejscowości Privas. Pochowany został na cmentarzu Patin w Paryżu; rzeźbę nagrobną wykonał Xawery Dunikowski.
Strożecki był prototypem postaci Jana Waleckiego w powieści Stefana Żeromskiego „Syzyfowe prace”, Janka w opowiadaniu „Mogiła” oraz w liście Wacława Podboskiego w „Ludziach bezdomnych”.